# علي بن صميخ المري
علي بن سعيد بن صميخ المري، هو شخصية قطرية بارزة في مجال حقوق الإنسان وسياسي، ولد في 30 نوفمبر 1972. عين وزيراً للعمل في دولة قطر في 19 أكتوبر 2021، وأُعيد تعيينه وزيراً للعمل بأمر أميري في مارس 2023.
قبل توليه المنصب الوزاري، كان يرأس اللجنة الوطنية لحقوق الإنسان في دولة قطر منذ عام 2009. كما شغل منصب الرئيس المؤقت والأمين العام للتحالف العالمي للمؤسسات الوطنية لحقوق الإنسان، ورئيس الشبكة العربية للمؤسسات الوطنية لحقوق الإنسان. في عام 2012، تم انتخابه رئيساً للجنة العربية الدائمة لحقوق الإنسان في جامعة الدول العربية، ورئيس منتدى آسيا والمحيط الهادئ للفترة من 2013 إلى 2015. وأُعيد انتخابه رئيساً للجنة الوطنية لحقوق الإنسان في قطر في عام 2019. في يونيو 2023، تم انتخاب المري رئيساً للمؤتمر الدولي السنوي للعمل التابع للأمم المتحدة.

## التعليم والمسيرة المهنية
حصل الدكتور علي بن صميخ المري على شهادة الدكتوراه في العلوم السياسية عام 2006، وماجستير في العلوم السياسية عام 2002، وبكالوريوس في العلوم السياسية عام 1997.
بعد نيله شهادة الدكتوراه، انخرط المري في العمل الحقوقي والإنساني من خلال العمل الميداني والوظيفي، حيث يمتلك خبرة طويلة في المحافل الدولية المتعلقة بحماية وتعزيز حقوق الإنسان على المستويين المحلي والدولي، مما ساهم في انضمام قطر إلى عدد من الاتفاقيات والبروتوكولات والمواثيق المتعلقة بحقوق الإنسان خلال فترة رئاسته للجنة الوطنية لحقوق الإنسان.
من جهة أخرى، كان مهتمًا بالعمل المؤسسي في مجال حقوق الإنسان، لا سيما فيما يتعلق بأهمية التحالف العالمي للمؤسسات الوطنية لحقوق الإنسان (GANHRI) وتعزيز دوره. وخلال فترة ولايته، كان يقوم أيضًا باعتماد المؤسسات الوطنية لحقوق الإنسان لدى اللجنة الفرعية للاعتماد التابعة للتحالف العالمي، وفقًا لالتزامها بمبادئ باريس لمعايير حقوق الإنسان.

## المناصب
- وزير العمل الحالي في دولة قطر.[3][4]
- رئيس مؤتمر العمل الدولي، الدورة 111 لعام 2023.
- نائب رئيس مؤتمر العمل الدولي، الدورة 110 لعام 2022.
- رئيس الشبكة العربية للمؤسسات الوطنية لحقوق الإنسان: من يونيو 2021 حتى أكتوبر 2021. تم انتخابه خلال الجمعية العامة السابعة عشرة للشبكة العربية للمؤسسات الوطنية لحقوق الإنسان.
- الأمين العام للتحالف العالمي للمؤسسات الوطنية لحقوق الإنسان: من 2018 حتى 2021.
- نائب رئيس التحالف العالمي للمؤسسات الوطنية لحقوق الإنسان (GANHRI): من 2018 حتى 2021.
- تم ذلك خلال اجتماع الجمعية العامة للتحالف في يوم الثلاثاء 5 فبراير 2019 في قصر الأمم بجنيف، بعد انتخاب الدكتور المري نائبًا للرئيس، وأمينًا عامًا، وعضوًا في المكتب التنفيذي للتحالف.
- رئيس اللجنة الوطنية لحقوق الإنسان (NHRC): من 2009 حتى 2021. حيث شغل الدكتور المري هذا المنصب لمدة 12 عامًا.
- رئيس الشبكة العربية للمؤسسات الوطنية لحقوق الإنسان من 2012 حتى 2021.
- نائب رئيس منتدى آسيا والمحيط الهادئ للمؤسسات الوطنية لحقوق الإنسان: 2015–2017.
- رئيس اللجنة الفرعية للاعتماد (SCA) في التحالف العالمي للمؤسسات الوطنية لحقوق الإنسان: 2012–2015. ووفقًا لبيان حديث للجنة الوطنية لحقوق الإنسان، قررت اللجنة الفرعية إعادة انتخاب الدكتور علي بن صميخ المري، رئيس اللجنة الوطنية القطرية، رئيسًا للجنة للمرة الثالثة.
- رئيس منتدى آسيا والمحيط الهادئ للمؤسسات الوطنية لحقوق الإنسان: 2013–2015. وذلك حسب منتدى آسيا والمحيط الهادئ الذي عقد في المغرب عام 2014، حيث ركز خلال ولايته بشكل رئيسي على المبادرات المتعلقة بحماية وتعزيز حقوق المرأة.
- رئيس اللجنة العربية الدائمة لحقوق الإنسان التابعة لجامعة الدول العربية: 2012–2014. خلال فترة ولايته، بذل جهودًا كبيرة لضمان تنظيم الجامعة العربية وتحقيق أهدافها بوضوح.
- نائب رئيس لجنة خبراء حقوق الإنسان العربية في جامعة الدول العربية: 2008–2009.
- نائب رئيس اللجنة الوطنية لحقوق الإنسان في دولة قطر: 2007–2009. وأحد الكتب التي نُشرت تحت إشراف الدكتور المري يناقش قانون العمل في قطر.

## دور المري في أزمة حصار قطر
برز دور المري في ظل الحصار الذي فرضته السعودية والإمارات والبحرين ومصر على قطر في الخامس من يونيو/حزيران 2017، من خلال جهوده الكبيرة على المستوى الحقوقي، حيث قام بصفته رئيسًا للجنة الوطنية لحقوق الإنسان بتحركات إقليمية ودولية لشرح الآثار الكارثية للحصار، من خلال التواصل مع المنظمات الدولية الحكومية وغير الحكومية والتصريحات الصحفية بسبب دول الحصار.بالإضافة إلى المشاركة وعقد العديد من المؤتمرات الدولية التي من شأنها توثيق آثار الحصار. كذلك مطالباته من خلال مختلف المنابر الدولية بضرورة التحرك الفعال لاتخاذ آليات وإجراءات عاجلة وفعالة لإنهاء معاناة المتضررين من الحصار المفروض على قطر، وحثّ المنظمات الحقوقية والمنظمات الإقليمية والدولية وغيرها من الجهات لتحمل مسؤولياتها لوقف الحصار ضد قطر.

## المؤلفات
- مجلس التعاون الخليجي: أزمات الحاضر وتحديات المستقبل.[7]
- التحول الديمقراطي في دولة قطر.[8]

## الأبحاث
كتب الدكتور علي بن صميخ عدداً من الأبحاث حول حقوق الإنسان، من بينها:
- "الفكر الفلسفي وقيم الثورات الكبرى كمصدر لحقوق الإنسان"
- "القضاء على عمل الأطفال من خلال تطبيقه في بعض الدول العربية"
- "مبدأ حظر العمل القسري"
- "الحماية الدولية لحقوق الإنسان أثناء النزاعات المسلحة وتحت الاحتلال"
- "تأثير التحولات الدولية والإقليمية على مجلس التعاون الخليجي"
- "الوضع القانوني للقدس"
- "سيراليون من العبودية إلى الحرب الأهلية"
- "العلاقات المائية المصرية-السودانية"
- "وظائف الدولة تحت التوجيه الفرداني"
- "المحددات السياسية لخارجية قطر"
- "التطور السياسي والدستوري لدولة قطر في ظل الدستور الدائم".